# Liste der Orgeln in Leipzig
In der Liste der Orgeln in Leipzig sind die erhaltenen historischen Pfeifenorgeln sowie Orgelneubauten in der Stadt Leipzig erfasst. Die Liste ergänzt den Hauptartikel Orgellandschaft Sachsen, wo sich weitere Literatur findet.

## Orgelliste
Die erste Spalte zeigt den Stadtteil von Leipzig an. Die zweite Spalte gibt das jeweilige Gebäude (Kirche) an, in der sich die Orgel befindet. In der vierten Spalte ist der Erbauer der Orgel (und die Opuszahl des Werks) angeführt. In der sechsten Spalte bezeichnet die römische Zahl die Anzahl der Manuale, ein großes „P“ ein selbstständiges Pedal. Die arabische Zahl gibt die Anzahl der klingenden Register an. Die letzte Spalte bietet Angaben zum Erhaltungszustand sowie Links mit weiterführender Information.
| Stadtteil (Ortsteil)                   | Gebäude                                                               | Bild | Orgelbauer                                              | Jahr      | Manuale | Register | Bemerkungen |
| -------------------------------------- | --------------------------------------------------------------------- | ---- | ------------------------------------------------------- | --------- | ------- | -------- | --- |
| Leipziger Innenstadt                   |                                                                       |      |                                                         |           |         |          | |
| Innenstadt                             | Nikolaikirche (Lage)                                                  |      | Friedrich Ladegast                                      | 1862      | V/P     | 106      | Orgel mit 6880 Pfeifen, ursprünglich hochromantische Disposition; Umbauten durch Wilhelm Sauer und Hermann Eule, 1934 barockisiert, 1988 Trakturen elektrifiziert, 2002/03 Rekonstruktion der Ladegast-Disposition, 2024 um 3 Register erweitert →Orgel sowie ein Orgelpositiv (Schuke, 1951) |
| Innenstadt                             | Thomaskirche (Lage)                                                   |      | Wilhelm Sauer                                           | 1885–1889 | III/P   | 88       | Hauptorgel, romantische Disposition; 1908 von 63 auf 88 Register erweitert →Orgel sowie ein Orgelpositiv (Schuke, 1958) |
| Innenstadt                             | Thomaskirche                                                          |      | Gerald Woehl                                            | 2000      | IV/P    | 62       | sogenannte „Bach-Orgel“ als Ergänzung zur Sauer-Orgel, ersetzt ein neobarockes Instrument (1967) von A. Schuke →Orgel sowie eine Truhenorgel (Woehl, 2006) |
| Innenstadt                             | Bach-Archiv Leipzig im Bosehaus                                       |      | Johan Deblieck                                          | 2001      | I       | 6        | Continuo-Orgel im Bach-Archiv, genutzt im Sommersaal der Leipzig → Continuo-Orgel |
| Innenstadt                             | Reformierte Kirche (Lage)                                             |      | Gebr. Jehmlich, Opus 883                                | 1969      | II/P    | 24       | 2015 restauriert →Orgel sowie seit 1949 Orgelpositiv (Paul Ott) |
| Innenstadt                             | Neues Gewandhaus (Lage)                                               |      | Alexander Schuke, Opus 499                              | 1981      | IV/P    | 91       | Orgel mit 6638 Pfeifen, größter Orgelneubau in der DDR (damals 89 Register), 2008 erweitert →Orgel sowie eine Truhenorgel (Schuke, Opus 576, 1991) |
| Innenstadt                             | Propsteikirche St. Trinitatis (Lage)                                  |      | Orgelbau Vleugels, Opus 430                             | 2015      | III/P   | 44       | → Orgel |
| Innenstadt                             | Paulinum – Universitätskirche St. Pauli (Lage)                        |      | Gebr. Jehmlich, Opus 1161                               | 2016/17   | III/P   | 46       | → Orgel |
| Innenstadt                             | Paulinum – Universitätskirche St. Pauli                               |      | Metzler Orgelbau, Opus 657                              | 2015      | II/P    | 18       | Schwalbennestorgel im Andachtsraum (Aula) des Paulinum der Universität Leipzig → Orgel |
| Innenstadt                             | Paulinum – Universitätskirche St. Pauli                               |      | Kristian Wegscheider, Opus 82                           | 2008/09   | I       | 7        | → Orgelpositiv |
| Leipziger Vorstädte                    |                                                                       |      |                                                         |           |         |          | |
| Nordvorstadt                           | Michaeliskirche (Lage)                                                |      | Wilhelm Sauer, Opus 902                                 | 1904      | III/P   | 46       | romantische Disposition; nahezu vollständig erhalten →Orgel |
| Ostvorstadt                            | Grassimuseum – Musikinstrumentenmuseum der Universität Leipzig (Lage) |      | Gottfried Silbermann                                    | 1724      | I       | 5        | Silbermann-Orgel aus Chemnitz-Hilbersdorf, jetzt im Grassimuseum → Orgel |
| Ostvorstadt                            | Grassimuseum – Museum für Musikinstrumente der Universität Leipzig    |      | Franz Xaver Bloch                                       | 1840      | i/P     | 6        | gebaut für Schloss Böttstein in Aarau, jetzt im Grassimuseum → Orgel |
| Ostvorstadt                            | Grassimuseum – Museum für Musikinstrumente der Universität Leipzig    |      | unbekannt, vermutl. Nürnberg                            | 1716      | I       | 4        | Nürnberg-Positiv → Orgel |
| Ostvorstadt                            | Grassimuseum – Museum für Musikinstrumente der Universität Leipzig    |      | Stephan Cuntz                                           | um 1610   | I       | 5        | Cuntz-Positiv von Stephan Cuntz und Nicolaus Manderscheidt für die Frauenkirche in Nürnberg, jetzt im Grassimuseum → Orgelpositiv |
| Ostvorstadt                            | Grassimuseum - Museum für Musikinstrumente der Universität Leipzig    |      | Johannes Rusch                                          | 1777      | I       | 4        | erbaut für die Katholische Pfarrkirche Mariä Himmelfahrt in Schirgiswalde, seit 1897 im Grassimuseum (Zimeliensaal) → Orgelpositiv sowie weitere Kleinorgeln |
| Ostvorstadt                            | Grassimuseum - Museum für Musikinstrumente der Universität Leipzig    |      | M. Welte & Söhne                                        | 1930/31   |         |          | Kinoorgel von Welte & Söhne für den UFA-Palast-Erfurt, seit 1965 im Grassimuseum, 2005/06 restauriert durch Jehmlich Orgelbau Dresden |
| Ostvorstadt (Marienstadt)              | Katholisch-apostolische Kirche Leipzig-Ost (Lage)                     |      | Gebr. Jehmlich                                          | 1985      |         |          | [ 11 ] |
| Südvorstadt                            | Peterskirche (Lage)                                                   |      | Wilhelm Sauer                                           | 1886–1958 | IV/P    | 60       | nur Orgelprospekt, die Orgel existiert nicht mehr |
| Südvorstadt                            | Peterskirche                                                          |      | Johannes Jahn                                           | um 1900   | II/P    | 8        | → Orgel |
| Südvorstadt                            | Peterskirche                                                          |      | Gerd-Christian Bochmann                                 | 2004      | I       | 4        | einmanualiges Orgelpositiv (Truhenpositiv) in der Taufkapelle → Orgelpositiv |
| Südvorstadt                            | Bethlehemkirche (Lage)                                                |      | Hermann Lahmann                                         | 1952      | II/P    | 9        | 1999 von Hermann Eule (Bautzen) generalüberholt → Orgel |
| Südvorstadt                            | Gemeindesaal der Andreasgemeinde (Lage)                               |      | Gebr. Jehmlich                                          | 1947      | II/P    | 18       | unter Verwendung von Orgelpfeifen aus der zerstörten Andreaskirche |
| Südvorstadt                            | Kreuzkirche (Lage)                                                    |      | Gebr. Jehmlich                                          | 1950      | II      |          | |
| Südvorstadt                            | Katholisch-apostolische Kirche Leipzig-Süd (Lage)                     |      | Böhm Orgelbau                                           | 1983      | I       | 5        | im Gemeinderaum |
| Südvorstadt                            | Kirche der Christengemeinschaft (Lage)                                |      | Hermann Eule Orgelbau Bautzen, Opus 328                 | 1962      | I       | 5        | Orgelpositiv |
| Bachviertel (Westvorstadt)             | Lutherkirche (Lage)                                                   |      | Richard Kreutzbach, Opus 45                             | 1886      | II/P    | 28       | 2000 Rekonstruktion →Orgel sowie ein Orgelpositiv |
| Leipzig                                | Hausorgel                                                             |      | Rösel & Hercher                                         | 1992      | II/P    | 5        | Hausorgel von Michael Schönheit → Orgel |
| Musikviertel (Südwestvorstadt)         | Hochschule für Musik und Theater Leipzig (Lage)                       |      | Hermann Eule Orgelbau Bautzen, Opus 635                 | 2002      | III/P   | 60       | Orgel im Großen Saal → Orgel |
| Musikviertel (Südwestvorstadt)         | Hochschule für Musik und Theater Leipzig                              |      | Patrick Collon (Belgien)                                | 1998      | II/P    | 26       | Orgel im Kammermusiksaal → Orgel sowie weitere Orgeln von Jehmlich Orgelbau (1928, 1951), Andreas Schuster & Sohn (1962), Alexander Schuke (1978) und Bernhard Fleig (1998) |
| Nach Leipzig eingemeindete Ortschaften |                                                                       |      |                                                         |           |         |          | |
| Anger-Crottendorf                      | Trinitatiskirche (Lage)                                               |      | A. Schuster & Sohn                                      | 1971      | II/P    | 24       | →Orgel |
| Althen                                 | Kirche Althen (Lage)                                                  |      | Urban Kreutzbach                                        | 1855      | II/P    | 11       | 1957 von Reinhard Schmeisser (Rochlitz) generalüberholt |
| Baalsdorf                              | Kirche Baalsdorf (Lage)                                               |      | Richard Kreutzbach                                      | 1883      | II/P    | 11       | → Orgel |
| Böhlitz-Ehrenberg                      | Kirchgemeinde Böhlitz-Ehrenberg (Lage)                                |      | Wilhelm Rühle                                           | 1965      | I       | 6        | Orgelpositiv |
| Connewitz                              | Kirche St. Bonifatius (Lage)                                          |      | Gebr. Jehmlich                                          | um 1900   | II/P    | 19       | 1935 von Dresden umgesetzt →Orgel sowie die Chororgel (Eule, 1982) |
| Connewitz                              | Paul-Gerhardt-Kirche (Lage)                                           |      | Alexander Schuke, Opus 438                              | 1973      | II/P    | 28       | → Orgel |
| Dösen                                  | Johanniskirche (Lage)                                                 |      | W. E. Schmeisser & Sohn                                 | um 1934   | I       | 6        | [ 17 ] |
| Engelsdorf                             | Kirche St. Pankratius (Lage)                                          |      | Alfred Schmeisser                                       | 1924      | II/P    | 12       | 2017 von Gerd-Christian Bochmann (Kohren-Sahlis) generalüberholt → Orgel |
| Engelsdorf                             | Kirche St. Gertrud (Lage)                                             |      | Alexander Schuke                                        | 1986      |         |          | → Orgel |
| Eutritzsch                             | Christuskirche (Lage)                                                 |      | Hermann Eule Orgelbau Bautzen, Opus 584                 | 1991      | II/P    | 18       | → Orgel |
| Göbschelwitz                           | Kirche Göbschelwitz (Lage)                                            |      | Eduard Offenhauer                                       | 1859      | II/P    | 11       | nicht mehr nutzbar, durch elektronisches Instrument ersetzt |
| Gohlis                                 | Bethesdakirche (Lage)                                                 |      | A. Schuster&Sohn                                        | 1955      | II/P    |          | → Orgel |
| Gohlis                                 | Friedenskirche (Lage)                                                 |      | Wilhelm Rühlmann, Opus 274                              | 1906      | II/P    | 24       | durch Umbau einer Kreutzbach-Orgel von 1874 → Orgel |
| Gohlis                                 | Friedenskirche                                                        |      | Paul Ott, Opus 1                                        | 1930–1933 | I       | 7        | urspr. in St. Marien Göttingen, bis 2008 in Leipzig-Gohlis, jetzt in Privatbesitz → Orgelpositiv |
| Gohlis                                 | Kirche St. Georg (Lage)                                               |      | unbekannt                                               | um 1830   | I/P     | 8        | 1985 aufgestellt, 1997 generalüberholt → Orgel |
| Gohlis                                 | Versöhnungskirche (Lage)                                              |      | Furtwängler & Hammer                                    | 1932      | III/P   | 33       | 2005 Restaurierung durch Christian Scheffler → Orgel |
| Gohlis                                 | Versöhnungskirche                                                     |      | Hermann Eule Orgelbau Bautzen, Opus 451                 | 1976      | I       | 5        | → Orgelpositiv |
| Gottscheina                            | Kirche Gottscheina (Lage)                                             |      | Nicolaus Schrickel                                      | 1853      | I/P     | 5        | 1995 Restaurierung durch Georg Wünning (Großolbersdorf) → Orgel |
| Großzschocher                          | Apostelkirche (Lage)                                                  |      | Wilhelm Rühlmann, Opus 306                              | 1907/08   | II/P    | 21       | errichtet 1908 im alten Gehäuse, 1974 generalüberholt → Orgel |
| Grünau                                 | Pauluskirche (Lage)                                                   |      | n.n., 1923 Gebr. Jehmlich                               | 1923      | II/P    | 12       | → Orgel |
| Grünau                                 | Kirche St. Martin (Lage)                                              |      | Alexander Schuke                                        | 1991      | I       | 4        | Orgelpositiv |
| Gundorf                                | Kirche Gundorf (Lage)                                                 |      | Leopold Kohl                                            | 1868      | I/P     | 12       | 1939/40 durch Hermann Eule (Bautzen) umdisponiert, 1985 von Arwed Rietzsch und 2004 von Reinalt Johannes Klein (Leipzig) überholt |
| Hirschfeld                             | Kirche Hirschfeld (Lage)                                              |      | Gottfried Hildebrand                                    | 1885      | I/P     | 7        | 2002 generalüberholt → Orgel |
| Hohenheida                             | Kirche Hohenheida (Lage)                                              |      | Urban Kreutzbach                                        | 1855      | II/P    | 14       | 1994 Restaurierung durch Georg Wünning (Großolbersdorf) → Orgel |
| Holzhausen                             | Kirche Holzhausen (Lage)                                              |      | Johann Carl Friedrich Lochmann                          | 1831      | I/P     | 12       | unter Einbeziehung von Registern der Vorgängerorgel (1786) |
| Kleinpösna                             | Kirche Kleinpösna (Lage)                                              |      | Albert Hermann Wolfram                                  | 1851–1855 | II      | 16       | → Orgel |
| Kleinzschocher                         | Taborkirche (Lage)                                                    |      | Hermann Eule Orgelbau Bautzen, Opus 99                  | 1904      | II/P    | 40       | → Orgel |
| Kleinzschocher                         | Taborkirche                                                           |      | Hermann Eule Orgelbau Bautzen, Opus 512                 | 1982      | I       | 5        | → Chororgel |
| Knauthain                              | Hoffnungskirche (Lage)                                                |      | A. Schuster&Sohn                                        | 1950      | I/P     | 9        | Orgelpositiv (Torso) seit 1965 in der Hoffnungskirche |
| Lausen                                 | Kirche St. Nikolaus Lausen (Lage)                                     |      | unbekannt                                               | 1832      | I       | 6        | überholt 1957 durch Hermann Lahmann, Leipzig und 1986 durch Arwed Rietzsch, 2004 generalüberholt von Gerd-Christian Bochmann, Kohren-Sahlis |
| Leutzsch                               | Kirche St. Laurentius (Lage)                                          |      | Gebr. Jehmlich, Opus 159                                | 1900      | II/P    | 19       | 2002 restauriert → Orgel |
| Liebertwolkwitz                        | Kirche Liebertwolkwitz (Lage)                                         |      | Gottfried Hildebrand                                    | 1890      | II      | 24       | Orgel mit 1394 Pfeifen, von Christian Scheffler (Frankfurt/Oder) 1994 restauriert |
| Lindenau                               | Nathanaelkirche (Lage)                                                |      | U. Kreutzbach&Söhne                                     | 1884      | III/P   | 43       | romantische Disposition → Orgel |
| Lindenau                               | Philippuskirche (Lage)                                                |      | Gebr. Jehmlich                                          | 1910      | III/P   | 62       | 2021 Restaurierung → Orgel |
| Lindenau                               | Liebfrauenkirche (Lage)                                               |      | Alexander Schuke, Opus 424                              | 1972      | III/P   | 37       | → Orgel |
| Lindenau                               | Stadtmission Leipzig                                                  |      | Dienegott Janott                                        | 1911      | I/P     | 8        | 1994 generalüberholt |
| Lindenthal                             | Gustav-Adolf-Kirche (Lage)                                            |      | Hermann Eule Orgelbau Bautzen                           | 1937      | I/P     | 10       | Rekonstruktion der Flemming-Orgel von 1792 unter Verwendung noch erhaltenen Materials, 1996 Restaurierung → Orgel |
| Lößnig                                 | Gethsemanekirche (Lage)                                               |      | Conrad Geißler                                          | 1878      | II/P    | 12       | → Orgel |
| Lützschena                             | Hainkirche St. Vinzenz (Lage)                                         |      | Gebr. Jehmlich, Opus 344                                | 1913      | II/P    | 16       | → Orgel; Orgel |
| Lützschena                             | Schloßkirche Leipzig-Lützschena (Lage)                                |      | Gottfried Hildebrand                                    | 1894      | II/P    | 11       | 1973 Generalüberholung →Orgel |
| Marienbrunn                            | Kirche Marienbrunn (Lage)                                             |      | Alexander Schuke                                        | 1965      | I       | 7        | |
| Miltitz                                | Kirche Miltitz (Lage)                                                 |      | Alfred Schmeisser                                       | 1941      | II/P    | 15       | Neubau im alten Gehäuse → Orgel |
| Mockau                                 | Stephanuskirche (Lage)                                                |      | Gottfried Hildebrand                                    | 1897      | II/P    | 13       | 1956 Umbau durch Hermann Lahmann (Leipzig) →Orgel |
| Möckern                                | Auferstehungskirche (Lage)                                            |      | Johann Emanuel Schweinefleisch                          | 1766/2004 | II/P    | 25       | ursprünglich für die Reformierte Kirche (Thomaskirchhof) gebaut; mehrfach umgebaut, 1901 umgesetzt; 2004 durch Orgelbau Ekkehart Groß (Kubschütz) auf ursprünglichen Zustand rekonstruiert (heute die älteste Orgel von Leipzig) →Orgel                                                       |
| Mölkau (OT Zweinaundorf)               | Kirche Mölkau (Lage)                                                  |      | Friedrich Ladegast, nach neuer Forschung Conrad Geißler | 1865      | I/P     | 10       | 2000 umdisponiert und erweitert von 9 auf 10 Register durch Johannes Lindner (Radebeul) |
| Neustadt-Neuschönefeld                 | Heilig-Kreuz-Kirche (Lage)                                            |      | Hermann Eule Orgelbau Bautzen, Opus 62                  | 1893/94   | II/P    | 32       | 1938 Umbau durch die Firma Eule, 1985 Instandsetzung durch Arwed Rietzsch (Rödlitz), 2009 Restaurierung →Orgel |
| Paunsdorf                              | Genezarethkirche (Lage)                                               |      | Alfred Schmeisser                                       | 1906/07   | II/P    | 18       | → Orgel |
| Plagwitz                               | Heilandskirche (Lage)                                                 |      | Wilhelm Sauer                                           | 1888      | III/P   | 38       | Umbau 1948 (Jehmlich) →Orgel |
| Plagwitz                               | Heilandskirche                                                        |      | Hemmie Meyer und Hans Kriek                             | 1993      | I/P     | 13       | → Chororgel |
| Plaußig                                | St. Martin Plaußig (Lage)                                             |      | Eduard Offenhauer                                       | 1881      | II/P    | 13       | 1999 restauriert durch Johannes Lindner (Radebeul) |
| Portitz                                | Kirche Portitz (Lage)                                                 |      | Urban Kreutzbach, Opus 86                               | 1868      | II/P    | 18       | 1997 Restaurierung durch Johannes Lindner (Radebeul) → Orgel |
| Probstheida                            | Immanuelkirche (Lage)                                                 |      | Alfred Schmeisser                                       | 1927      | II/P    | 16       | → Orgel |
| Probstheida                            | Südfriedhof Leipzig (Lage)                                            |      | Gebr. Jehmlich                                          | um 1910   | II/P    | 36       | Orgel in der Hauptkapelle des Südfriedhofs, sowie in der Trauerhalle Ost und in der Trauerhalle West |
| Rehbach                                | Dorfkirche Rehbach (Lage)                                             |      | Christian Carl David Beyer                              | 1852      | II/P    | 16       | 1963 generalüberholt durch Reinhard Schmeisser (Rochlitz) |
| Reudnitz                               | Kirche St. Laurentius (Lage)                                          |      | Gebr. Jehmlich                                          | 1994      | II/P    | 27       | → Orgel |
| Reudnitz                               | Markuskapelle (Lage)                                                  |      | Georg Wünning                                           | 1990/91   | I/P     | 4        | [ 4 ] |
| Reudnitz                               | Neuapostolische Kirche Leipzig-Mitte (Lage)                           |      | Gebr. Jehmlich, Opus 1113                               | 1994      | III/P   | 35       | Orgel mit 2422 Pfeifen → Orgel |
| Rückmarsdorf                           | Kirche Rückmarsdorf (Chorturmkirche) (Lage)                           |      | Alfred Schmeisser                                       | 1912      | II/P    | 20       | → Orgel |
| Schleußig                              | Bethanienkirche (Lage)                                                |      | Gebr. Jehmlich                                          | 1992      | II/P    | 25       | → Orgel |
| Schleußig                              | Bethanienkirche                                                       |      | Gebr. Jehmlich                                          | vor 1933  | I       | 3        | Orgel in der Brauthalle → Orgel |
| Schönau                                | Kirche Schönau (Lage)                                                 |      | Hermann Eule Orgelbau Bautzen, Opus 290                 | 1955      | II/P    | 7        | 2003 generalüberholt |
| Schönefeld                             | Gedächtniskirche Schönefeld (Lage)                                    |      | Hermann Eule Orgelbau Bautzen, Opus 441                 | 1974      | II/P    | 29       | Neubau von 1974 durch Hermann Eule Orgelbau unter Verwendung des Prospektes von Johann Gottlob Mende aus dem Jahr 1820 →Orgel |
| Schönefeld                             | Gedächtniskirche                                                      |      | Hans Schuricht                                          | 1971      | I       | 5        | → Orgelpositiv |
| Schönefeld                             | Kirche der Heiligen Familie (Lage)                                    |      | Alexander Schuke, Opus 562                              | 1989      | I/P     | 7        | 2011 renoviert → Orgel |
| Seehausen                              | Kirche Seehausen (Lage)                                               |      | Eduard Offenhauer                                       | 1872      | II/P    | 12       | → Orgel |
| Sellerhausen                           | Emmauskirche (Lage)                                                   |      | Richard Kreutzbach, Opus 102                            | 1900      | III/P   | 33       | 1937 Umbau durch Alfred Schmeisser →Orgel |
| Sommerfeld                             | Kirche Sommerfeld (Lage)                                              |      | Urban Kreutzbach                                        | 1861      | II/P    | 25       | 1957/58 aus Bad Lausick hierher versetzt, 1989 restauriert →Orgel |
| Stötteritz                             | Marienkirche (Lage)                                                   |      | Georg Emil Müller                                       | 1899      | II/P    | 16       | → Orgel |
| Stötteritz                             | Marienkirche                                                          |      | Wilhelm Sauer                                           | 1972      | I       | 3        | Orgel in der Sakristei → Orgel |
| Thekla                                 | Kirche Hohen Thekla (Lage)                                            |      | Hermann Eule Orgelbau Bautzen, Opus 337                 | 1966      | II/P    | 15       | → Orgel |
| Thonberg                               | Erlöserkirche (Lage)                                                  |      | Reinhard Schmeisser                                     | 1962      | I/P     | 6        | urspr. im Salomonstift → Orgel |
| Volkmarsdorf                           | Lukaskirche (Lage)                                                    |      | Wilhelm Rühlmann, Opus 136                              | 1893      | II/P    | 32       | 1936 und 1939 Umbau und Umdisponierung durch die Gebr. Jehmlich →Orgel sowie ein Orgelpositiv (Schuricht 1975) |
| Wahren                                 | Dominikanerkirche St. Albert (Lage)                                   |      | Reinhard Schmeisser                                     | 1952–1954 | II/P    | 19       | → Orgel |
| Wahren                                 | Gnadenkirche (Lage)                                                   |      | Gebr. Jehmlich                                          | 1929      | II/P    | 22       | →Orgel 1958, 1984, 1994 umdisponiert, 2017 saniert |
| Wiederitzsch                           | Kirche Wiederitzsch (Lage)                                            |      | Ladegast & Sohn                                         | 1902      | II/P    | 10       | 1985 generalüberholt →Orgel |
| Wiederitzsch                           | Kolpinghaus Wiederitzsch (Lage)                                       |      | Alexander Schuke, Opus 454                              | 1974      | I/P     | 7        | Orgel |
| Zuckelhausen                           | Kirche Zuckelhausen (Lage)                                            |      | Adam Gottfried Oehme / Johann Gottlob Mende             | 1784/1822 | I/P     | 14       | ehem. Oehme-Orgel, 1822 Umbau durch Mende, 1996 von Orgelbaumeister Johannes Lindner (Radebeul) restauriert → Orgel |